# Natação nos Jogos Olímpicos de Verão de 1980
A natação nos Jogos Olímpicos de Verão de 1980 foi realizada em Moscou, na então União Soviética, com 26 eventos disputados, treze para homens e treze para mulheres entre 20 e 27 de julho.
Com o boicote americano aos Jogos, acompanhado de outros países do bloco capitalista, a Alemanha Oriental e a União Soviética conquistaram 20 dos 26 ouros da natação.

## Eventos da natação
Masculino: 100 metros livre | 200 metros livre | 400 metros livre | 1500 metros livre | 100 metros costas | 200 metros costas | 100 metros peito | 200 metros peito | 100 metros borboleta | 200 metros borboleta | 400 metros medley | 4x200 metros livre | 4x100 metros medley
Feminino: 100 metros livre | 200 metros livre | 400 metros livre | 800 metros livre | 100 metros costas | 200 metros costas | 100 metros peito | 200 metros peito | 100 metros borboleta | 200 metros borboleta | 400 metros medley | 4x100 metros livre | 4x100 metros medley

## Masculino

### 100 metros livre masculino
| Pos. | País                    | Atletas       | Tempo   |
| ---- | ----------------------- | ------------- | ------- |
|      | Alemanha Oriental (GDR) | Jörg Woithe   | 50.40 s |
|      | Suécia (SWE)            | Per Holmertz  | 50.91 s |
|      | Suécia (SWE)            | Per Johansson | 51.29 s |

Final:
1. GDR Jörg Woithe, 50.40
2. SWE Per Holmertz, 50.91
3. SWE Per Johansson, 51.29
4. URS Sergey Kopliakov, 51.34
5. ITA Raffaele Franceschi, 51.69
6. URS Sergey Krasyuk, 51.80
7. FRA René Écuyer, 52.01
8. AUS Graeme Brewer, 52.22

### 200 metros livre masculino
| Pos. | País                  | Atletas          | Tempo   |
| ---- | --------------------- | ---------------- | ------- |
|      | União Soviética (URS) | Sergey Kopliakov | 1:49.81 |
|      | União Soviética (URS) | Andrey Krylov    | 1:50.76 |
|      | Austrália (AUS)       | Graeme Brewer    | 1:51.60 |

Final:
1. URS Sergey Kopliakov, 1:49.81
2. URS Andrey Krylov, 1:50.76
3. AUS Graeme Brewer, 1:51.60
4. GDR Jörg Woithe, 1:51.86
5. AUS Ron McKeon, 1:52.60
6. ITA Paolo Revelli, 1:52.76
7. SWE Thomas Lejdström, 1:52.94
8. ITA Fabrizio Rampazzo, 1:53.25

### 400 metros livre masculino
| Pos. | País                  | Atletas           | Tempo   |
| ---- | --------------------- | ----------------- | ------- |
|      | União Soviética (URS) | Vladimir Salnikov | 3:51.31 |
|      | União Soviética (URS) | Andrey Krylov     | 3:53.24 |
|      | União Soviética (URS) | Ivar Stukolkin    | 3:53.95 |

Final:
1. URS Vladimir Salnikov, 3:51.31
2. URS Andrey Krylov, 3:53.24
3. URS Ivar Stukolkin, 3:53.95
4. BRA Djan Madruga, 3:54.15
5. TCH Daniel Machek, 3:55.66
6. HUN Sandor Nagy, 3:56.83
7. AUS Max Metzker, 3:56.87
8. AUS Ron McKeon, 3:57.00

### 1500 metros livre masculino
| Pos. | País                  | Atletas           | Tempo    |
| ---- | --------------------- | ----------------- | -------- |
|      | União Soviética (URS) | Vladimir Salnikov | 14:58.27 |
|      | União Soviética (URS) | Aleksandr Chayev  | 15:14.30 |
|      | Austrália (AUS)       | Max Metzker       | 15:14.49 |

Final:
1. URS Vladimir Salnikov, 14:58.27 (WR)
2. URS Aleksandr Chayev, 15:14.30
3. AUS Max Metzker, 15:14.49
4. GDR Rainer Strohbach, 15:15.29
5. YUG Borut Petric, 15:21.78
6. ESP Rafael Escalas, 15:21.88
7. HUN Zoltán Wladár, 15:26.70
8. URS Eduard Petrov, 15:28.24

### 100 metros costas masculino
| Pos. | País                  | Atletas          | Tempo   |
| ---- | --------------------- | ---------------- | ------- |
|      | Suécia (SWE)          | Bengt Baron      | 56.53 s |
|      | União Soviética (URS) | Viktor Kuznetsov | 56.99 s |
|      | União Soviética (URS) | Vladimir Dolgov  | 57.63 s |

Final:
1. SWE Bengt Baron, 56.53
2. URS Viktor Kuznetsov, 56.99
3. URS Vladimir Dolgov, 57.63
4. TCH Miloslav Rolko, 57.74
5. HUN Sándor Wladár, 57.84
6. NED Fred Eefting, 57.95
7. AUS Mark Tonelli, 57.98
8. GBR Gary Abraham, 58.38

### 200 metros costas masculino
| Pos. | País            | Atletas          | Tempo   |
| ---- | --------------- | ---------------- | ------- |
|      | Hungria (HUN)   | Sándor Wladár    | 2:01.93 |
|      | Hungria (HUN)   | Zóltan Verrasztó | 2:02.40 |
|      | Austrália (AUS) | Mark Kerry       | 2:03.14 |

Final:
1. HUN Sándor Wladár, 2:01.93
2. HUN Zóltan Verrasztó, 2:02.40
3. AUS Mark Kerry, 2:03.14
4. URS Vladimir Shemetov, 2:03.48
5. NED Fred Eefting, 2:03.92
6. SWE Michael Söderlund, 2:04.10
7. GBR Douglas Campbell, 2:04.23
8. AUS Paul Moorfoot, 2:06.15

### 100 metros peito masculino
| Pos. | País                  | Atletas         | Tempo   |
| ---- | --------------------- | --------------- | ------- |
|      | Grã-Bretanha (GBR)    | Duncan Goodhew  | 1:03.34 |
|      | União Soviética (URS) | Arsen Miskarovs | 1:03.82 |
|      | Austrália (AUS)       | Peter Evans     | 1:03.96 |

Final:
1. GBR Duncan Goodhew, 1:03.34
2. URS Arsen Miskarovs, 1:03.82
3. AUS Peter Evans, 1:03.96
4. URS Aleksandr Fyodorovsky, 1:04.00
5. HUN János Dzvonyár, 1:04.67
6. AUS Lindsay Spencer, 1:05.04
7. COL Pablo Restrepo, 1:05.91
8. HUN Albán Vermes, DSQ

### 200 metros peito masculino
| Pos. | País                  | Atletas         | Tempo   |
| ---- | --------------------- | --------------- | ------- |
|      | União Soviética (URS) | Robertas Žulpa  | 2:15.85 |
|      | Hungria (HUN)         | Albán Vermes    | 2:16.93 |
|      | União Soviética (URS) | Arsen Miskarovs | 2:17.28 |

Final:
1. URS Robertas Žulpa, 2:15.85
2. HUN Albán Vermes, 2:16.93
3. URS Arsen Miskarovs, 2:17.28
4. URS Gennady Utenkov, 2:19.64
5. AUS Lindsay Spencer, 2:19.68
6. GBR Duncan Goodhew, 2:20.92
7. SWE Peter Berggren, 2:21.39
8. GDR Jörg Walter, 2:22.39

### 100 metros borboleta masculino
| Pos. | País                    | Atletas            | Tempo   |
| ---- | ----------------------- | ------------------ | ------- |
|      | Suécia (SWE)            | Pär Arvidsson      | 54.92 s |
|      | Alemanha Oriental (GDR) | Roger Pyttel       | 54.94 s |
|      | Espanha (ESP)           | David López-Zubero | 55.13 s |

Final:
1. SWE Pär Arvidsson, 54.92
2. GDR Roger Pyttel, 54.94
3. ESP David López-Zubero, 55.13
4. NED Cees Vervoorn, 55.25
5. URS Yevgeny Seredin, 55.35
6. GBR Gary Abraham, 55.42
7. FRA Xavier Savin, 55.66
8. URS Aleksei Markovski, 55.70

### 200 metros borboleta masculino
| Pos. | País                    | Atletas        | Tempo   |
| ---- | ----------------------- | -------------- | ------- |
|      | União Soviética (URS)   | Sergey Fesenko | 1:59.76 |
|      | Grã-Bretanha (GBR)      | Phil Hubble    | 2:01.20 |
|      | Alemanha Oriental (GDR) | Roger Pyttel   | 2:01.39 |

Final:
1. URS Sergey Fesenko, 1:59.76
2. GBR Phil Hubble, 2:01.20
3. GDR Roger Pyttel, 2:01.39
4. GBR Peter Morris, 2:02.27
5. URS Mikhail Gorelik, 2:02.44
6. NED Cees Vervoorn, 2:02.52
7. SWE Pär Arvidsson, 2:02.61
8. GBR Stephen Poulter, 2:02.93

### 400 metros medley masculino
| Pos. | País                  | Atletas             | Tempo   |
| ---- | --------------------- | ------------------- | ------- |
|      | União Soviética (URS) | Aleksandr Sidorenko | 4:22.89 |
|      | União Soviética (URS) | Sergey Fesenko      | 4:23.43 |
|      | Hungria (HUN)         | Zóltan Verrasztó    | 4:24.24 |

Final:
1. URS Aleksandr Sidorenko, 4:22.89
2. URS Sergey Fesenko, 4:23.43
3. HUN Zóltan Verrasztó, 4:24.24
4. HUN András Hargitay, 4:24.48
5. BRA Djan Madruga, 4:26.81
6. TCH Miloslav Rolko, 4:26.99
7. POL Leszek Górski, 4:28.89
8. TCH Daniel Machek, 4:29.86

### 4x200 metros livre masculino
| Pos. | País                    | Atletas                                                         | Tempo   |
| ---- | ----------------------- | --------------------------------------------------------------- | ------- |
|      | União Soviética (URS)   | Sergey Kopliakov Vladimir Salnikov Ivar Stukolkin Andrey Krylov | 7:23.50 |
|      | Alemanha Oriental (GDR) | Frank Pfülze Jörg Woithe Detlev Grabs Rainer Strohbach          | 7:28.60 |
|      | Brasil (BRA)            | Jorge Luiz Fernandes Marcus Mattioli Cyro Marques Djan Madruga  | 7:29.30 |

Final:
1. União Soviética (Sergey Kopliakov, Vladimir Salnikov, Ivar Stukolkin, Andrey Krylov), 7:23.50
2. Alemanha Oriental (Frank Pfütze, Jörg Woithe, Detlev Grabs, Rainer Strohbach), 7:28.60
3. Brasil (Jorge Fernandes, Marcus Mattioli, Cyro Delgado, Djan Madruga), 7:29.30
4. Suécia (Michael Söderlund, Pelle Wikström, Per-Alvar Magnusson, Thomas Lejdström), 7:30.10
5. Itália (Paolo Revelli, Raffaele Franceschi, Andrea Cecarini, Fabrizio Rampazzo), 7:30.37
6. Reino Unido (Douglas Campbell, Philip Hubble, Martin Smith, Andrew Astbury), 7:30.81
7. Austrália (Graeme Brewer, Mark Tonelli, Mark Kerry, Ron McKeon), 7:30.82
8. França (Fabien Noel, Marc Lazzaro, Dominique Petit, Pascal Lagat), 7:36.08

### 4x100 metros medley masculino
| Pos. | País                  | Atletas                                                            | Tempo   |
| ---- | --------------------- | ------------------------------------------------------------------ | ------- |
|      | Austrália (AUS)       | Mark Kerry Peter Evans Mark Tonelli Neil Brooks                    | 3:45.70 |
|      | União Soviética (URS) | Viktor Kuznetsov Arsens Miskarovs Yevgeny Seredin Sergey Kopliakov | 3:45.92 |
|      | Grã-Bretanha (GBR)    | Gary Abraham Duncan Goodhew David Lowe Martin Smith                | 3:47.71 |

Final:
1. Austrália (Mark Kerry, Peter Evans, Mark Tonelli, Neil Brooks), 3:45.70
2. União Soviética (Viktor Kuznetsov, Arsen Miskarov, Yevgueni Seredin, Sergey Kopliakov), 3:45.92
3. Reino Unido (Gary Abraham, Duncan Goodhew, David Lowe, Martin Smith), 3:47.71
4. Alemanha Oriental (Dietmar Göhring, Jörg Walter, Roger Pyttel, Jörg Woithe), 3:48.25
5. França (Frédéric Delcourt, Olivier Borios, Xavier Savin, René Ecuyer), 3:49.19
6. Hungria (Sándor Wladár, Janos Dzvonyar, Zoltán Verrasztó, Gábor Mészáros), 3:50.29
7. Países Baixos (Fred Eefting, Albert Boonstra, Cees Vervoorn, Cees Jan Winkel), 3:51.81
8. Brasil (Rômulo Arantes, Sérgio Pinto Ribeiro, Cláudio Kestener, Jorge Fernandes), 3:53.24

## Feminino

### 100 metros livre feminino
| Pos. | País                    | Atletas         | Tempo   |
| ---- | ----------------------- | --------------- | ------- |
|      | Alemanha Oriental (GDR) | Barbara Krause  | 54.79 s |
|      | Alemanha Oriental (GDR) | Caren Metschuck | 55.16 s |
|      | Alemanha Oriental (GDR) | Ines Diers      | 55.65 s |

Final:
1. GDR Barbara Krause, 54.79 (WR)
2. GDR Caren Metschuck, 55.16
3. GDR Ines Diers, 55.65
4. URS Olga Klevakina, 57.40
5. NED Conny van Bentum, 57.63
6. URS Natalya Strunnikova, 57.83
7. FRA Guylaine Berger, 57.88
8. SWE Agneta Eriksson, 57.90

### 200 metros livre feminino
| Pos. | País                    | Atletas         | Tempo   |
| ---- | ----------------------- | --------------- | ------- |
|      | Alemanha Oriental (GDR) | Barbara Krause  | 1:58.33 |
|      | Alemanha Oriental (GDR) | Ines Diers      | 1:59.64 |
|      | Alemanha Oriental (GDR) | Carmela Schmidt | 2:01.44 |

Final:
1. GDR Barbara Krause, 1:58.33
2. GDR Ines Diers, 1:59.64
3. GDR Carmela Schmidt, 2:01.44
4. URS Olga Klevakina, 2:02.29
5. NED Reggie de Jong, 2:02.76
6. GBR June Croft, 2:03.15
7. URS Natalya Strunnikova, 2:03.74
8. URS Irina Aksenova, 2:04.00

### 400 metros livre feminino
| Pos. | País                    | Atletas         | Tempo   |
| ---- | ----------------------- | --------------- | ------- |
|      | Alemanha Oriental (GDR) | Ines Diers      | 4:08.76 |
|      | Alemanha Oriental (GDR) | Petra Schneider | 4:09.16 |
|      | Alemanha Oriental (GDR) | Carmela Schmidt | 4:10.86 |

Final:
1. GDR Ines Diers, 4:08.76
2. GDR Petra Schneider, 4:09.16
3. GDR Carmela Schmidt, 4:10.86
4. AUS Michelle Ford, 4:11.65
5. URS Irina Aksenova, 4:14.40
6. NED Annelies Maas, 4:15.79
7. NED Reggie de Jong, 4:15.95
8. URS Olga Klevakina, 4:19.18

### 800 metros livre feminino
| Pos. | País                    | Atletas       | Tempo   |
| ---- | ----------------------- | ------------- | ------- |
|      | Austrália (AUS)         | Michelle Ford | 8:28.90 |
|      | Alemanha Oriental (GDR) | Ines Diers    | 8:32.55 |
|      | Alemanha Oriental (GDR) | Heike Dähne   | 8:33.48 |

Final:
1. AUS Michelle Ford, 8:28.90
2. GDR Ines Diers, 8:32.55
3. GDR Heike Dähne, 8:33.48
4. URS Irina Aksenova, 8:38.05
5. URS Oksana Komissarova, 8:42.04
6. BEL Pascale Verbauwen, 8:44.84
7. GDR Ines Geissler, 8:45.28
8. URS Elena Ivanova, 8:46.45

### 100 metros costas feminino
| Pos. | País                    | Atletas       | Tempo   |
| ---- | ----------------------- | ------------- | ------- |
|      | Alemanha Oriental (GDR) | Rica Reinisch | 1:00.86 |
|      | Alemanha Oriental (GDR) | Ina Kleber    | 1:02.07 |
|      | Alemanha Oriental (GDR) | Petra Riedel  | 1:02.64 |

Final:
1. GDR Rica Reinisch, 1:00.86 (WR)
2. GDR Ina Kleber, 1:02.07
3. GDR Petra Riedel, 1:02.64
4. ROU Carmen Bunaciu, 1:03.81
5. BEL Carine Verbauwen, 1:03.82
6. URS Larisa Gorchakova, 1:03.87
7. NED Monique Bosga, 1:04.47
8. ITA Manuela Carosi, 1:05.10

### 200 metros costas feminino
| Pos. | País                    | Atletas        | Tempo   |
| ---- | ----------------------- | -------------- | ------- |
|      | Alemanha Oriental (GDR) | Rica Reinisch  | 2:11.77 |
|      | Alemanha Oriental (GDR) | Cornelia Polit | 2:13.75 |
|      | Alemanha Oriental (GDR) | Birgit Treiber | 2:14.14 |

Final:
1. GDR Rica Reinisch, 2:11.77 (WR)
2. GDR Cornelia Polit, 2:13.75
3. GDR Birgit Treiber, 2:14.14
4. ROU Carmen Bunaciu, 2:15.20
5. BEL Yolande van der Straeten, 2:15.58
6. BEL Carine Verbauwen, 2:16.66
7. AUS Lisa Forrest, 2:16.75
8. URS Larisa Gorchakova, 2:17.72

### 100 metros peito feminino
| Pos. | País                    | Atletas            | Tempo   |
| ---- | ----------------------- | ------------------ | ------- |
|      | Alemanha Oriental (GDR) | Ute Geweniger      | 1:10.22 |
|      | União Soviética (URS)   | Svetlana Varganova | 1:10.41 |
|      | Dinamarca (DEN)         | Susanne Nielsson   | 1:11.16 |

Final:
1. GDR Ute Geweniger, 1:10.22
2. URS Svetlana Varganova, 1:10.41
3. DEN Susanne Nielsson, 1:11.16
4. GBR Margaret Kelly, 1:11.48
5. SWE Eva-Marie Hakansson, 1:11.72
6. GBR Susannah Brownsdon, 1:12.11
7. URS Lina Kačiušytė, 1:12.21
8. ITA Monica Bonon, 1:12.51

### 200 metros peito feminino
| Pos. | País                  | Atletas            | Tempo   |
| ---- | --------------------- | ------------------ | ------- |
|      | União Soviética (URS) | Lina Kačiušytė     | 2:29.54 |
|      | União Soviética (URS) | Svetlana Varganova | 2:29.31 |
|      | União Soviética (URS) | Yuliya Bogdanova   | 2:32.39 |

Final:
1. URS Lina Kačiušytė, 2:29.54
2. URS Svetlana Varganova, 2:29.31
3. URS Yuliya Bogdanova, 2:32.39
4. DEN Susanne Nielsson, 2:32.75
5. TCH Irena Fleissnerová, 2:33.23
6. GDR Ute Geweniger, 2:34.34
7. GDR Bettina Löbel, 2:34.51
8. GDR Sylvia Rinka, 2:35.38

### 100 metros borboleta feminino
| Pos. | País                    | Atletas           | Tempo   |
| ---- | ----------------------- | ----------------- | ------- |
|      | Alemanha Oriental (GDR) | Caren Metschuck   | 1:00.42 |
|      | Alemanha Oriental (GDR) | Andrea Pollack    | 1:00.90 |
|      | Alemanha Oriental (GDR) | Christiane Knacke | 1:01.44 |

Final:
1. GDR Caren Metschuck, 1:00.42
2. GDR Andrea Pollack, 1:00.90
3. GDR Christiane Knacke, 1:01.44
4. GBR Ann Osgerby, 1:02.21
5. AUS Lisa Curry, 1:02.40
6. SWE Agneta Martensson, 1:02.61
7. CRC Mariam Paris, 1:02.89
8. GBR Janet Osgerby, 1:02.90

### 200 metros borboleta feminino
| Pos. | País                    | Atletas           | Tempo   |
| ---- | ----------------------- | ----------------- | ------- |
|      | Alemanha Oriental (GDR) | Ines Geissler     | 2:10.44 |
|      | Alemanha Oriental (GDR) | Sybille Schönrock | 2:10.45 |
|      | Austrália (AUS)         | Michelle Ford     | 2:11.66 |

Final:
1. GDR Ines Geissler, 2:10.44
2. GDR Sybille Schönrock, 2:10.45
3. AUS Michelle Ford, 2:11.66
4. GDR Andrea Pollack, 2:12.13
5. POL Dorota Brzozowska, 2:14.12
6. GBR Ann Osgerby, 2:14.83
7. SWE Agneta Martensson, 2:15.22
8. URS Alla Grishchenkova, 2:15.70

### 400 metros medley feminino
| Pos. | País                    | Atletas          | Tempo   |
| ---- | ----------------------- | ---------------- | ------- |
|      | Alemanha Oriental (GDR) | Petra Schneider  | 4:36.29 |
|      | Grã-Bretanha (GBR)      | Sharron Davies   | 4:46.83 |
|      | Polônia (POL)           | Agnieszka Czopek | 4:48.17 |

Final:
1. GDR Petra Schneider, 4:36.29 (WR)
2. GBR Sharron Davies, 4:46.83
3. POL Agnieszka Czopek, 4:48.17
4. GDR Grit Slaby, 4:48.54
5. GDR Ulrike Tauber, 4:49.18
6. BUL Stoianka Dyngalakova, 4:49.25
7. URS Olga Klevakina, 4:50.91
8. POL Magdalena Bialas, 4:53.30

### 4x100 metros livre feminino
| Pos. | País                    | Atletas                                                            | Tempo   |
| ---- | ----------------------- | ------------------------------------------------------------------ | ------- |
|      | Alemanha Oriental (GDR) | Barbara Krause Caren Metschuck Ines Diers Sarina Hülsenbeck        | 3:42.71 |
|      | Suécia (SWE)            | Carina Ljungdahl Tina Gustafsson Agneta Mårtensson Agneta Eriksson | 3:48.93 |
|      | Países Baixos (NED)     | Conny van Bentum Wilma van Velsen Reggie de Jong Annelies Maas     | 3:49.51 |

Final:
1. Alemanha Oriental (Barbara Krause, Caren Metschuck, Ines Diers, Sarina Hülsenbeck), 3:42.71 (WR)
2. Suécia (Carina Ljungdahl, Tina Gustafsson, Agneta Martensson, Agneta Eriksson), 3:48.93
3. Países Baixos (Conny van Bentum, Wilma van Velsen, Reggie de Jong, Annelies Maas), 3:49.51
4. Reino Unido (Sharron Davies, Kaye Lovatt, Jacquelene Willmott, June Croft), 3:51.71
5. Austrália (Lisa Curry, Karen van de Graaf, Rosemary Brown, Michelle Pearson), 3:54.16
6. México (Isabel Reuss, Dagmar Erdman, Teresa Rivera, Hellen Plaschinski), 3:55.41
7. Bulgária (Dobrinka Mincheva, Rumiana Dobreva, Ani Kostova, Stoianka Dyngalakova), 3:56.34
8. Espanha (Natalia Mas, Margarita Armengol, Laura Flaque, Gloria Casado), 3:58.71

### 4x100 metros medley feminino
| Pos. | País                    | Atletas                                                                      | Tempo   |
| ---- | ----------------------- | ---------------------------------------------------------------------------- | ------- |
|      | Alemanha Oriental (GDR) | Rica Reinisch Ute Geweniger Andrea Pollack Caren Metschuck                   | 4:06.67 |
|      | Grã-Bretanha (GBR)      | Helen Jameson Margaret Kelly Ann Osgerby June Croft                          | 4:12.24 |
|      | União Soviética (URS)   | Yelena Kruglova Yelvira Vasilkova Alla Grishchenkova Natalya Meschcheryakova | 4:13.61 |

Final:
1. Alemanha Oriental (Rica Reinisch, Ute Geweniger, Andrea Pollack, Caren Metschuck), 4:06.67 (WR)
2. Reino Unido (Helen Jameson, Margaret Kelly, Ann Osgerby, June Croft), 4:12.24
3. União Soviética (Yelena Kruglova, Yelvira Vasilkova, Alla Grishchenkova, Natalya Meschcheryakova), 4:13.61
4. Suécia (Annika Uvehall, Eva-Marie Hakansson, Agneta Martensson, Tina Gustafsson), 4:16.91
5. Itália (Laura Foralosso, Sabrina Seminatore, Cinzia Savi Scarponi, Monica Vallarin), 4:19.05
6. Austrália (Lisa Forrest, Lisa Curry, Karen van de Graaf, Rosemary Brown), 4:19.90
7. Romênia (Carmen Bunaciu, Brigitte Prass, Mariana Paraschiv, Irinel Panulescu), 4:21.27
8. Bulgária (Stoianka Dyngalakova, Tania Bogomilova, Ani Moneva, Dobrinka Mincheva), 4:22.38

## Quadro de medalhas da natação
| Ordem | País                  | Medalha de ouro | Medalha de prata | Medalha de bronze | Total |
| ----- | --------------------- | --------------- | ---------------- | ----------------- | ----- |
| 1     | GDR Alemanha Oriental | 12              | 10               | 8                 | 30    |
| 2     | URS União Soviética   | 8               | 9                | 5                 | 22    |
| 3     | SWE Suécia            | 2               | 2                | 1                 | 5     |
| 4     | AUS Austrália         | 2               | 0                | 5                 | 7     |
| 5     | GBR Grã-Bretanha      | 1               | 3                | 1                 | 5     |
| 6     | HUN Hungria           | 1               | 2                | 1                 | 4     |
| 7     | BRA Brasil            | 0               | 0                | 1                 | 1     |
| 7     | DEN Dinamarca         | 0               | 0                | 1                 | 1     |
| 7     | ESP Espanha           | 0               | 0                | 1                 | 1     |
| 7     | NED Países Baixos     | 0               | 0                | 1                 | 1     |
| 7     | POL Polônia           | 0               | 0                | 1                 | 1     |